# 中上サツキ
中上 サツキ（なかがみ さつき、1989年5月24日 - ）は、日本の女優である。レディバード所属。

## 来歴・人物
- 趣味：ダンス、ヨガ 、茶道
- 特技：バレエ、ピアノ、水泳、スキー
- 2006年より雑誌『Cawaii!』の専属モデルに選ばれる。
- 2014年日本映画テレビプロデューサー協会主催 アクターズセミナー賞受賞
- 2匹の保護犬を飼っている

## 出演

### テレビドラマ
- 金曜プレステージ 十津川刑事の肖像2・一千三百万人誘拐計画（2010年6月4日、フジテレビ）
- 月曜ゴールデン 森村誠一サスペンス・正義の証明（2011年9月26日、TBS）
- TOKYOエアポート〜東京空港管制保安部〜（2012年11月11日、フジテレビ）
- 積木くずし 最終章（2012年11月23日、フジテレビ）
- 金曜プレステージ 独占初告白!250億騙し取った男たち〜急増・振り込め詐欺!蟻地獄と化す犯罪組織の全貌公開〜（2014年、フジテレビ）
- 金曜プレステージ 潔癖クンの殺人ファイル 汚れた招待状（2014年、フジテレビ）
- すべてがFになる（2014年、フジテレビ）
- となりのシムラ(2014年、NHK)
- 洞窟おじさん（2015年、NHK BSプレミアム）
- となりのシムラ2(2015年、NHK)
- 99.9-刑事専門弁護士- 第3話（2016年5月1日、TBS）
- となりのシムラ４(2016年、NHK)
- となりのシムラ6(2016年、NHK)
- ラブホの上野さん 第5話（2017年、フジテレビ）
- あなたの番です 最終話（2019年9月8日、日本テレビ）
- 絶対零度 ～未然犯罪潜入捜査〜 第4話（2020年、フジテレビ）
- 日曜プライム 「西村京太郎トラベルミステリー71」（2020年） - 田所美雪 役
- 観客参加型VRドラマ ～社内恋愛探偵～vol.2 （2020年）
- 月曜プレミア8（テレビ東京） 
  - 今野敏サスペンス「鬼火 警視庁強行犯係・樋口顕」（2020年）
  - 警視庁ゼロ係〜スカイフライヤーズ〜（2024年7月22日） - 樋口由香 役[1]
- バイプレイヤーズ～名脇役の森の100日間～ 第5話（2021年、テレビ東京）
- 彼女のウラ世界（2021年、FOD）
- 正義の天秤 第3話（2021年、NHK） - 望月千鶴 役
- 雪国-SNOW COUNTRY-（2022年、NHK）
- 連続ドラマW シャイロックの子供たち episode0（2022年、WOWOW） - 竹本 役
- クロサギ 第4話（2022年、TBS） - 斎藤 役
- バンカケ〜警視庁自動車警ら隊 (2023年、テレビ東京) - 階堂遥香 役
- 警視庁麻薬取締課　MOGURA (2025年、ABEMA) - 伊弉諾春香 役
- 失踪人捜索班 消えた真実 第6話（2025年5月16日、テレビ東京） - 斎藤康江 役[2]

### 舞台
- 海と媚薬（2009年、銀座みゆき館劇場）
- 空から降るほんの小さな愛（2010年、銀座みゆき館劇場）
- 恋、ほのか 〜何年後かのI love you〜（2011年、六行会ホール、脚本・演出：保木本真也）
- トランジット・コメディアンズのコント集（2011年、池袋シアターグリーンBOXinBOX theater、脚本・演出：保木本真也）
- HIKOBAE（2012年、天王洲銀河劇場 / Alvin Ailey American Dance Theater(ニューヨーク) / はまなす館(福島県相馬市)） - 横山里帆 役
- 黄色い叫び（2012年、下北沢Geki地下、原作：中津留章仁 / 演出・脚色：志真健太郎、田島優成） - 沙織 役
- 見よ、飛行機の高く飛べるを（2013年、せんがわ劇場、原作：永井愛） - 婦美 役
- ドブ恋5（2015年、千本桜ホール）
- 籠（2015年、千本桜ホール）
- ドブ恋7（2016年、千本桜ホール）
- 狼少年タチバナ（2017年、下北沢小劇場B1）
- エグ女 (2018年、作・演出：金沢知樹、CBGK!)
- ドブ恋10 (2019年、作・演出：金沢知樹、下北沢小劇場B1）
- 人生いろいろ～島倉千代子物語～ (2019年、新歌舞伎座)
- ドイツの犬 (2019年、演出:田中壮太郎、シアター風姿花伝)
- オレステスとピュラデス (2020年、作：瀬戸山美咲 演出：杉原邦生、KAAT)
- フクロウガスム（2020年、作:えのもとぐりむ 演出:新里哲太郎 、下北沢geki地下）
- サンソン―ルイ16世の首を刎ねた男― (2021年、作：中島かずき（劇団☆新感線）演出：白井晃、東京建物 Brillia HALL、オリックス劇場、久留米シティプラザ、KAAT)
- 三度、死んだ男(2023年、中野ザ・ポケット、演出:山本浩貴)
- サンソン―ルイ16世の首を刎ねた男― (2023年、作：中島かずき（劇団☆新感線）演出：白井晃、東京建物 Brillia HALL、オリックス劇場、まつもと市民芸術館)
- PARCO劇場開場50周年記念シリーズ 「桜の園」(2023年、演出: ショーン・ホームズ)
- PARCO PRODUCE 2024「リア王」（2024年、作：ウィリアム・シェイクスピア、演出：ショーン・ホームズ、東京芸術劇場 プレイハウス 他）[3][4]
- ベイジルタウンの女神（2025年、作・演出：ケラリーノ・サンドロヴィッチ、世田谷パブリックシアター 他）[5]
- パルコ・プロデュース2025「ヴォイツェック」（2025年、作・演出：小川絵梨子、東京芸術劇場 プレイハウス他）[6]

### 映画
- TOKYO TRIBE（2014年、監督：園子温）
- クズとブスとゲス（2016年、監督：奥田庸介）
- 22年目の告白 -私が殺人犯です-（2017年、監督：入江悠）
- マスカレード・ナイト(2021年9月17日、監督：鈴木雅之)
- 恋する寄生虫（2021年11月12日、監督：柿本ケンサク） - 賢吾の元恋人 役
- プレイヤーズトーク(2022年12月24日、監督:半田健、森岡龍)
- ネメシス 黄金螺旋の謎(2023年、監督:入江悠)

### CM・イメージキャラクター
- 大阪デザイナー専門学校（2009年）
- 天使の美肌水 イメージキャラクター（2010年 - 2012年）
- 日本ケンタッキーフライドチキン 「レッドホットチキン 『リフレッシュ』・『スタミナ』篇」（2012年5月）
- googleアプリ「『微妙なコトバ』・『気になるメニュー名』篇」（2015年4月）
- 小林製薬「ボーコレン」（2015年 - ）
- ブリヂストン スペシャルコンテンツ「走り続ける君が好き」
- エポスカード（2016年）
- AbemaTV 「テレビで見よう」編（2017年）
- 住友商事のマンション CLASSY HOUSE 「ふたりの月夜」篇 web cm（2017年）
- リクルート スタディサプリENGLISH（2017年）
- クラシエ プロスタイル webCM（2017年）
- SUBARU Your story with Episode 18 にんじん篇（2019年 - ）
- 日本コカ・コーラ社紅茶花伝CRAFTEA（2019年）
- 花王 キュキュット ポンプ 「リラックスデイズ」篇（2019年）
- 持田ヘルスケア コラージュ コンセプトムービー「あたらしい私になろう」篇（2019年）
- 日経電子版（2020年 -2021年 ）
- へーベルメゾン 「豊かさは、ひとつじゃない。」篇(2022年)
- 第一生命保険 生涯設計シリーズ「双子の兄」篇、「長男」篇（2022年)

### PV
- LEO「愛しくて」（2012年）
- AYA a.k.a.PANDA「桜雨 SECOND STORY」（2015年）
- ナオト・インティライミ「未来へ」（2016年）
- Halo at 四畳半「蘇生」 (2020年)
- kohaku 「けんかをしよう」(2025年)

### テレビ番組
- Girls TV!（2012年4月 - 、日本海テレビ） - MC
- 志村けんin探偵左平60歳（2018年、NHK総合）

### ラジオ
- 「天使の美肌水Presents Road To STAIRS」メインパーソナリティー（FM長野）

### 雑誌
- Cawaii!（2006年 - 2007年、主婦の友社） - レギュラーモデル

### ファッションショー
- NAGOYA GIRLS COLLECTION（2006年）
- Girls Award 2010 AUTUMN/WINTER（2010年）
- Girls Award 2011 SPRING/SUMMER（2011年）
- Girls Award 2011 AUTUMN/WINTER（2011年）
- Girls Award 2012 SPRING/SUMMER（2012年）